# Jüdischer Friedhof Herford

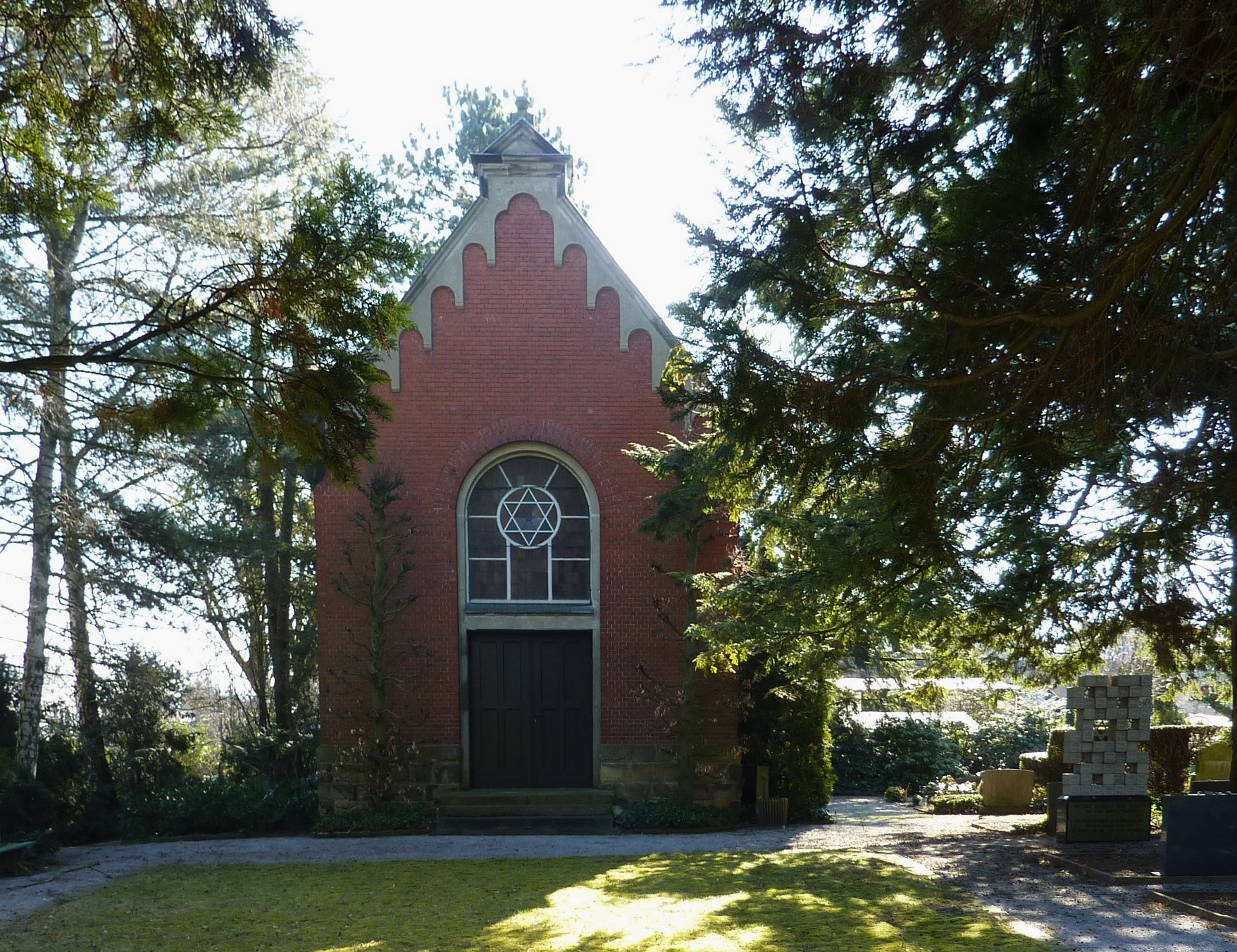
Jüdischer Friedhof in Herford

Der Jüdische Friedhof ist eine denkmalgeschützte, jüdische Begräbnisstätte. Er liegt östlich des Alten Friedhofs an der Friedhofstraße in Herford in Nordrhein-Westfalen.

## Geschichte
Schon bald nach der Gründung der jüdischen Gemeinde im Jahr 1647 wurde der Friedhof auf Betreiben des hochadligen Damenstiftes angelegt. Die Anlage wurde zuletzt 1908 erweitert. Bemerkenswert ist die Stele von 1679 für Löbben Beer. Als die Nationalsozialisten in Deutschland zur Macht strebten, schürten sie auch starken Judenhass, das führte unter anderem dazu, dass radikale Anhänger im Eingangsbereich des Herforder Friedhofs eine scharfe Granate platzierten. Diese konnte aber entdeckt und rechtzeitig entschärft werden, Nachforschungen zu dem Täter blieben jedoch erfolglos.
Der große und gut erhaltene Bestand von Grabsteinen (Mazewot) des 17. und 18. Jahrhunderts wurde während des Zweiten Weltkriegs abgeräumt und 1960 verändert wieder aufgestellt. 

## Architektur
Die neuromanische Trauerhalle ist ein Backsteinbau, der 1909 im gleichen architektonischen Stil erbaut wurde, wie die Synagoge und das jüdische Gemeindehaus, so dass die drei Gebäude gemeinsam ein Gebäudeensemble bilden. Die Eingangsfront der Trauerhalle wurde 1950 vereinfacht. Seit 1989 ist der Friedhof in die Denkmalliste der Stadt Herford eingetragen.